# Lyssomanes waorani
Lyssomanes waorani là một loài nhện trong họ Salticidae.
Loài này thuộc chi Lyssomanes. Lyssomanes waorani được Dmitri Viktorovich Logunov & Yuri M. Marusik miêu tả năm 2003.